# Catalogul Gliese
Catalogul Gliese (engleză: The Gliese Catalogue of Nearby Stars) este un catalog modern al stelelor localizate la maximum 25 parseci (81,54 ani-lumină) distanță de Terra.

## Primea ediție și suplimentele
În 1957, astronomul german Wilhelm Gliese și-a publicat primul catalog stelar ce conținea o mie de stele localizate la maximum 20 parseci (65 ani-lumină) distanță de Terra, fiind listate de asemenea proprietățile cunoscute ale acestora și ordonate după ascensia dreaptă.  Stelele din primul catalog erau denumite după modelul GL NNN și numerele aveau valorile între 1 și 915. 
El a publicat un supliment semnificativ al catalogului original, sub denumirea de Catalogue of Nearby Stars (Catalogul Stelelor Apropiate) în 1969, și astfel a extins marginile la 22 parseci (72 ani-lumină).  Această actualizare a catalogului a extins lista la 1 529 de stele, astfel stelele erau acum denumite  după modelul Gl NNN.NA și avea valorile de la 1.0 până la 915.0. Noile stele introduse, care nu erau în catalogul Gliese original, primeau numere fracționare pentru a putea fi adăugate 'între' stelele existente, astfel ordinea ascensiei drepte putând fi păstrată.
Un supliment al catalogului, publicat în anul 1970 de către Richard van der Riet Woolley și asociații săi, a extins limita stelelor din catalog până la 25 parseci (82 ani-lumină). Numerele de catalog erau adăugate în intervalul 9001–9850 prefixul Wo. De asemenea, stelele din acest interval folosesc astăzi prefixul GJ. 
În sfârșit, în 1979, W. Gliese și H. Jahreiss au publicat două adaosuri la catalogul lor. Stelele sunt indexate de la 1001 la 1294 și de la 2001 la 2159, însă cu prefixul GJ în loc de Gl. Primul bloc este corespunzător stelelor a căror distanță este confirmată, al doilea bloc este corespunzător stelelor a căror distanță este bănuită că este inferioară distanței de 25 de parseci. De aceea, unele stele reperate în GJ 2NNN nu apar în versiunea electronică a catalogului, distanța lor dovedindu-se dincolo de limita celor 25 de parseci. În 1991 un al treilea adaos al catalogului este publicat. Această adăugare recenzează 1.388 de stele indexate de la 3001 la 4388.
Niciunul din numerele din diferitele adaosuri nu este atribuit decât unui singur obiect, iar toate sunt astfel, de acum, precedate de prefixul GJ, deși Gl, Gliese, Wo și NN (pentru ultimul adaos) sunt uneori menționate în literatură.